# 班布里奇 (密蘇里州)
班布里奇（英語：Bainbridge）是位於美國密蘇里州開普吉拉多縣的非建制地區。

## 歷史
班布里奇的郵局於1821年設立，其後於1835年停運。

## 地理
班布里奇所處的海拔為高於海平面108米（即354英呎），而該地所採用的時區為UTC-6，即北美中部時區（CST）。同時該地設有夏令時間，為UTC-6調快一小時，即UTC-5（CDT）。